# Bornholmermalerne
Malere med tilknytning til Bornholm kaldes ofte populært for bornholmermalerne eller bornholmerskolen. Betegnelserne dækker bredt kunstnere med et forhold til øen for kortere eller længere perioder, hvor de har arbejdet på Bornholm og Christiansø.
I slutningen af 1800-tallet havde kunstnere som Otto Haslund, Georg Emil Liebert, og Johannes Herman Brandt hentet inspiration på øen. I begyndelsen af 1900-tallet var det malere som Kristian Zahrtmann, Edvard Weie, Karl Isakson, Olaf Rude, Niels Lergaard, Oluf Høst, Claus Johansen, Paul Høm, Niels Østergaard og Poul Stoltze. Mange kendte hinanden fra elevtiden på Kunstnernes Frie Studieskoler, 'Kristian Zahrtmanns malerskole'.
Claus Johansen indgik aldrig som medlem af en sammentømret kunstnerkreds på Bornholm.
De var inspireret af fransk maleri, navnlig kunstnere som Cézanne, Matisse, Picasso og Braque og fik derved betydning for udviklingen af dansk malerkunst.

## Galleri
| Bornholmske scenerier |
| - 1800-tallet - Otto Haslund: Indhegning til kreaturer. 1871, Bornholms Kunstmuseum - George Emil Liebert: Klipperne ved Randkløve, 1871 - Michael Ancher: Helligdomsklipperne ved Rø , 1890 |

| |
| - 1900-tallet - Karl Isakson: Kirkegård på Christiansø. 1913 - Karl Isakson: Udsigt ved Gudhjem, 1921. Bornholms Kunstmuseum - Edvard Weie: Postbåden kommer til Christiansø, 1920. Statens Museum for Kunst |